# Binyang
Der Kreis Binyang (chinesisch 宾阳县, Pinyin Bīnyáng Xiàn; Zhuang Binhyangz Yen) ist ein Kreis der bezirksfreien Stadt Nanning, der Hauptstadt des Autonomen Gebietes Guangxi der Zhuang-Nationalität im Süden der Volksrepublik China. Er hat eine Fläche von 2.306 km² und zählt 825.400 Einwohner (Stand: Ende 2018).

## Ethnische Gliederung der Bevölkerung (2000)
Beim Zensus im Jahr 2000 hatte Binyang 852.881 Einwohner.
| Name des Volkes | Einwohner | Anteil  |
| --------------- | --------- | ------- |
| Han             | 687.823   | 80,65 % |
| Zhuang          | 160.893   | 18,86 % |
| Yao             | 2.597     | 0,30 %  |
| Sonstige        | 1.568     | 0,18 %  |